# Convocazioni per la Coppa delle Nazioni Africane Under-20 2017
Elenco dei giocatori convocati da ciascuna Nazionale partecipante alla Coppa delle Nazioni Africane Under-20 2017.

## Gruppo A

### Egittounder 20
Commissario tecnico:  Moatamed Gamal Abdelaziz
| N. | Pos. | Giocatore          | Data nascita (età)          | Pres. | Reti | Squadra     |
| -- | ---- | ------------------ | --------------------------- | ----- | ---- | ----------- |
| 1  | P    | Omar Radwan        | 31 luglio 1997 (19 anni)    |       |      | El-Sharkia  |
| 2  | D    | Ahmed Hany         | 6 ottobre 1997 (19 anni)    |       |      | Ismaily     |
| 3  | D    | Amr Saadawy        | 12 febbraio 1997 (20 anni)  |       |      | Tanta       |
| 4  | D    | Osama Galal        | 17 settembre 1997 (19 anni) |       |      | Petrojet    |
| 5  | D    | Mohamed Abdelsalam | 1º ottobre 1997 (19 anni)   |       |      | Petrojet    |
| 6  | C    | Mahmoud Marei      | 24 aprile 1998 (18 anni)    |       |      | Wadi Degla  |
| 7  | A    | Karim Walid        | 8 agosto 1997 (19 anni)     |       |      | Al-Ahly     |
| 8  | C    | Nasser Maher       | 8 febbraio 1997 (20 anni)   |       |      | Petrojet    |
| 9  | C    | Taher Mohamed      | 7 marzo 1997 (19 anni)      |       |      | Le Havre    |
| 10 | C    | Khalia Haggagy     | 26 aprile 1998 (18 anni)    |       |      | Zurigo      |
| 11 | C    | Mostafa Mohamed    | 28 novembre 1997 (19 anni)  |       |      | El Dakhleya |
| 12 | C    | Akram Tawfik       | 8 novembre 1997 (19 anni)   |       |      | Al-Ahly     |
| 13 | D    | Mostafa Faramawy   | 10 gennaio 1997 (20 anni)   |       |      | Tanta       |
| 14 | C    | Ahmed Hamdi        | 10 febbraio 1998 (19 anni)  |       |      | Al-Ahly     |
| 15 | A    | Omar Khaled        | 7 febbraio 1999 (18 anni)   |       |      | Wadi Degla  |
| 16 | P    | Mostafa Mahmoud    | 7 luglio 1997 (19 anni)     |       |      | El Geish    |
| 17 | C    | Ahmed Ramadan      | 23 marzo 1997 (19 anni)     |       |      | Al-Ahly     |
| 18 | C    | Mahmoud Samy       | 20 luglio 1997 (19 anni)    |       |      | El Dakhleya |
| 19 | C    | Ahmed Mostafa      | 21 ottobre 1997 (19 anni)   |       |      | Petrojet    |
| 20 | C    | Ahmed Mohamed      | 22 marzo 1998 (18 anni)     |       |      | Zamalek     |
| 21 | P    | Mohamed Essam      | 1º agosto 1997 (19 anni)    |       |      | Al-Ahly     |

### Guineaunder 20
Commissario tecnico:  Mandjou Diallo
| N. | Pos. | Giocatore            | Data nascita (età)         | Pres. | Reti | Squadra         |
| -- | ---- | -------------------- | -------------------------- | ----- | ---- | --------------- |
| 1  | P    | Sékouba Camara       | 22 gennaio 1997 (20 anni)  |       |      | Atlético Coleah |
| 2  | D    | Salif Sylla          | 5 dicembre 1998 (18 anni)  |       |      | Kaloum Star     |
| 3  | D    | Mamadouba Diaby      | 16 febbraio 1998 (19 anni) |       |      | Kaloum Star     |
| 4  | D    | Mohamed Sylla        | 2 febbraio 1997 (20 anni)  |       |      | Hafia           |
| 5  | D    | Mohamed Camara       | 1º novembre 1998 (18 anni) |       |      | Fello Star      |
| 6  | D    | Didé Fofana          | 8 aprile 1998 (18 anni)    |       |      | Hafia           |
| 7  | C    | Daouda Camara        | 20 agosto 1997 (19 anni)   |       |      | Horoya          |
| 8  | C    | Ibrahima Sory Soumah | 1º gennaio 1998 (19 anni)  |       |      | Fello Star      |
| 9  | A    | Momo Yansane         | 29 luglio 1997 (19 anni)   |       |      | Hafia           |
| 10 | C    | Morlaye Sylla        | 27 luglio 1998 (18 anni)   |       |      | Arouca          |
| 11 | A    | Ibrahima Sylla       | 14 maggio 1997 (19 anni)   |       |      | Hafia           |
| 12 | C    | Mohamed Coumbassa    | 5 giugno 1999 (17 anni)    |       |      | Wakriya         |
| 13 | D    | Mohamed Aly Camara   | 28 agosto 1997 (19 anni)   |       |      | Hafia           |
| 14 | A    | Yamodou Touré        | 5 agosto 1998 (18 anni)    |       |      | Horoya          |
| 15 | C    | Mamadou Kane         | 22 gennaio 1997 (20 anni)  |       |      | Kaloum Star     |
| 16 | P    | Moussa Camara        | 27 novembre 1997 (19 anni) |       |      | Horoya          |
| 17 | A    | Barry Mamady         | 22 novembre 1997 (19 anni) |       |      | Soumba          |
| 18 | C    | Alseny Soumah        | 16 maggio 1998 (18 anni)   |       |      | Arouca          |
| 19 | C    | Naby Bangoura        | 29 marzo 1998 (18 anni)    |       |      | Vizela          |
| 20 | A    | Facinet Soumah       | 18 marzo 1998 (18 anni)    |       |      | Fello Star      |
| 21 | P    | Fodé David Kaba      | 15 agosto 1998 (18 anni)   |       |      | Hafia           |

### Maliunder 20
Commissario tecnico:  Baye Ba
| N. | Pos. | Giocatore         | Data nascita (età)         | Pres. | Reti | Squadra             |
| -- | ---- | ----------------- | -------------------------- | ----- | ---- | ------------------- |
| 1  | P    | Samuel Diarra     | 1º agosto 1998 (18 anni)   |       |      | Leonesa             |
| 2  | D    | Abdoul Danté      | 29 ottobre 1998 (18 anni)  |       |      | Anderlecht          |
| 3  | D    | Siaka Bagayoko    | 4 luglio 1998 (18 anni)    |       |      | Djoliba             |
| 4  | D    | Dramane Simpara   | 5 maggio 1998 (18 anni)    |       |      | Duguwolofila        |
| 5  | D    | Mamadou Koné      | 22 agosto 1997 (19 anni)   |       |      | Onze Créateurs      |
| 6  | D    | Ousmane Diakité   | 25 luglio 2000 (16 anni)   |       |      | Salisburgo          |
| 7  | A    | Sidiki Maiga      | 28 dicembre 1998 (18 anni) |       |      | Alcorcón            |
| 8  | C    | Moussa Diakité    | 17 dicembre 1998 (18 anni) |       |      | Korofina            |
| 9  | C    | Amadou Diarra     | 8 giugno 1999 (17 anni)    |       |      | Lafia               |
| 10 | A    | Ibrahima Koné     | 16 giugno 1999 (17 anni)   |       |      | Cercle Olympique    |
| 11 | A    | Boubacar Traoré   | 24 maggio 1998 (18 anni)   |       |      | Jeanne d'Arc Bamako |
| 12 | P    | Moussa Djenepo    | 15 giugno 1998 (18 anni)   |       |      | Standard Liegi      |
| 13 | A    | Ismaila Coulibaly | 25 dicembre 2000 (16 anni) |       |      | Duguwolofila        |
| 14 | C    | Mohamed Sangaré   | 4 agosto 1998 (18 anni)    |       |      | Real Bamako         |
| 15 | D    | Mamadou Fofana    | 21 gennaio 1998 (19 anni)  |       |      | Alanyaspor          |
| 16 | P    | Drissa Kouyaté    | 17 dicembre 1998 (18 anni) |       |      | Real Bamako         |
| 17 | D    | Babou Fofana      | 10 aprile 1999 (17 anni)   |       |      | Stade Malien        |
| 18 | C    | Amadou Haidara    | 31 gennaio 1998 (19 anni)  |       |      | Salisburgo          |
| 19 | A    | Zoumana Simpara   | 31 gennaio 1998 (19 anni)  |       |      | Bakaridjan          |
| 20 | C    | Sékou Koïta       | 28 novembre 1999 (17 anni) |       |      | Salisburgo          |
| 21 | A    | Modibo Traoré     | 13 aprile 1999 (17 anni)   |       |      | Diarra              |

### Zambiaunder 20
Commissario tecnico: 
| N. | Pos. | Giocatore           | Data nascita (età)          | Pres. | Reti | Squadra              |
| -- | ---- | ------------------- | --------------------------- | ----- | ---- | -------------------- |
| 1  | P    | Mangani Banda       | 13 luglio 1997 (19 anni)    |       |      | Zanaco               |
| 2  | D    | Moses Nyondo        | 5 luglio 1997 (19 anni)     |       |      | Nkana                |
| 3  | D    | Prosper Chiluya     | 2 aprile 1998 (18 anni)     |       |      | Kafue Celtic         |
| 4  | D    | Benson Chali        | 2 dicembre 1997 (19 anni)   |       |      | Forrest Rangers      |
| 5  | D    | Solomon Sakala      | 28 aprile 1997 (19 anni)    |       |      | Kabwe Warriors       |
| 6  | C    | Sydney Phiri        | 12 giugno 1997 (19 anni)    |       |      | Gomes                |
| 7  | C    | Chrispine Sakulanda | 27 giugno 1997 (19 anni)    |       |      | Mufulira Wanderers   |
| 8  | C    | Harrison Chisala    | 4 agosto 1997 (19 anni)     |       |      | Nkana                |
| 9  | A    | Conlyde Luchanga    | 11 marzo 1997 (19 anni)     |       |      | Lusaka Dynamos       |
| 10 | A    | Fashion Sakala      | 14 marzo 1997 (19 anni)     |       |      | Zanaco               |
| 11 | C    | Enock Mwepu         | 1º gennaio 1998 (19 anni)   |       |      | Kafue Celtic         |
| 12 | A    | Emmanuel Banda      | 29 settembre 1997 (19 anni) |       |      | Esmoriz              |
| 13 | D    | Shemmy Mayembe      | 22 novembre 1997 (19 anni)  |       |      | ZESCO United         |
| 14 | A    | Edward Chilufya     | 17 settembre 1999 (17 anni) |       |      | Mpande Youth Academy |
| 15 | D    | Edward Tembo        | 17 settembre 1999 (17 anni) |       |      | Gomes                |
| 16 | P    | Samson Banda        | 1º maggio 1997 (19 anni)    |       |      | ZESCO United         |
| 17 | C    | Kenneth Kalunga     | 18 gennaio 1997 (20 anni)   |       |      | Ikast                |
| 18 | P    | Jim Phiri           | 7 settembre 1998 (18 anni)  |       |      | Circuit City         |
| 19 | C    | Mumba Mwape         | 26 aprile 1998 (18 anni)    |       |      | Getafe               |
| 20 | A    | Patson Daka         | 9 ottobre 1998 (18 anni)    |       |      | Power Dynamos        |
| 21 | C    | Boyd Musonda        | 12 maggio 1997 (19 anni)    |       |      | Zanaco               |

## Gruppo B

### Camerununder 20
Commissario tecnico:  Cyprien Bessong
| N. | Pos. | Giocatore              | Data nascita (età)         | Pres. | Reti | Squadra             |
| -- | ---- | ---------------------- | -------------------------- | ----- | ---- | ------------------- |
| 1  | P    | Junior Dande           | 22 febbraio 1998 (19 anni) |       |      | APEJES Academy      |
| 2  | D    | Duplexe Tchamba Bangou | 10 luglio 1998 (18 anni)   |       |      | TAD Sport           |
| 3  | D    | Karl Ndedi             | 25 dicembre 1999 (17 anni) |       |      | New Star            |
| 4  | D    | Serge Ngono            | 4 aprile 1998 (18 anni)    |       |      | Eding Sport         |
| 5  | D    | Nouhou Tolo            | 23 giugno 1997 (19 anni)   |       |      | Seattle Sounders    |
| 6  | C    | Samuel Gouet           | 14 dicembre 1997 (19 anni) |       |      | APEJES Academy      |
| 7  | C    | Kalvin Ketu            | 6 giugno 1997 (19 anni)    |       |      | Alcobendas          |
| 8  | C    | Hervé Bodiong          | 17 giugno 1997 (19 anni)   |       |      | Akritas Chlorakas   |
| 9  | A    | Felix Nganle           | 28 dicembre 1998 (18 anni) |       |      | Union Douala        |
| 10 | C    | Victor Mpindi Ekani    | 27 febbraio 1997 (19 anni) |       |      | Fortuna             |
| 11 | A    | Eric Ayuk              | 17 febbraio 1997 (20 anni) |       |      | Philadelphia Union  |
| 12 | D    | Fabrice Ngah           | 16 ottobre 1997 (19 anni)  |       |      | UMS de Loum         |
| 13 | D    | Rodrigue Ebolo         | 2 marzo 1998 (18 anni)     |       |      | Fortuna             |
| 14 | C    | Joss Didiba            | 7 novembre 1997 (19 anni)  |       |      | Matera              |
| 15 | C    | Olivier Mbaizo         | 15 agosto 1997 (19 anni)   |       |      | Union Douala        |
| 16 | P    | Amido Yindui           | 1º ottobre 1999 (17 anni)  |       |      | Best Stars de Limbe |
| 17 | C    | Felix Djoubairou       | 10 marzo 1998 (18 anni)    |       |      | Cotonsport Garoua   |
| 18 | A    | Beligine Ngeh          | 10 ottobre 1999 (17 anni)  |       |      | Eding Sport         |
| 19 | A    | Preston Obiarrah       | 10 giugno 1998 (18 anni)   |       |      | New Star            |
| 20 | C    | Kévin Soni             | 17 aprile 1998 (18 anni)   |       |      | Pau                 |
| 21 | P    | Simon Omossola         | 5 maggio 1998 (18 anni)    |       |      | Cotonsport Garoua   |

### Senegalunder 20
Commissario tecnico:  Joseph Koto
| N. | Pos. | Giocatore              | Data nascita (età)          | Pres. | Reti | Squadra                   |
| -- | ---- | ---------------------- | --------------------------- | ----- | ---- | ------------------------- |
| 1  | P    | Mamadou Seck           | 5 marzo 1997 (19 anni)      |       |      | Mbour Petite-Côte         |
| 2  | D    | Waly Diouf             | 5 maggio 1997 (19 anni)     |       |      | Valenciennes              |
| 3  | D    | Jean Ndecky            | 10 gennaio 1997 (20 anni)   |       |      | Casa Sports               |
| 4  | D    | Souleymane Aw          | 5 aprile 1999 (17 anni)     |       |      | Excellence Foot de Dakar  |
| 5  | C    | Ousseynou Cavin Diagne | 5 giugno 1999 (17 anni)     |       |      | Académie Foot Darou Salam |
| 6  | C    | Mamadou Diarra         | 20 dicembre 1997 (19 anni)  |       |      | Boluspor                  |
| 7  | A    | Ibrahima Niane         | 11 marzo 1999 (17 anni)     |       |      | Génération Foot           |
| 8  | D    | Moussa Ba              | 1º gennaio 1998 (19 anni)   |       |      | Excellence Foot de Dakar  |
| 9  | A    | Mouhamed Pouye         | 26 dicembre 1997 (19 anni)  |       |      | Mbour Petite-Côte         |
| 10 | A    | Aliou Badji            | 10 ottobre 1997 (19 anni)   |       |      | Casa Sports               |
| 11 | A    | Ibrahima Ndiaye        | 8 luglio 1998 (18 anni)     |       |      | Wadi Degla                |
| 12 | A    | Pape Guèye             | 20 settembre 1999 (17 anni) |       |      | Académie Foot Darou Salam |
| 13 | D    | Alioune Guèye          | 20 agosto 1998 (18 anni)    |       |      | Niarry Tally              |
| 14 | A    | Mor Talla Nguer        | 9 ottobre 1997 (19 anni)    |       |      | Gorée                     |
| 15 | D    | Mamadou Mbaye          | 28 giugno 1998 (18 anni)    |       |      | Dakar Sacré-Cœur          |
| 16 | P    | Lamine Sarr            | 18 giugno 1998 (18 anni)    |       |      | Dakar Sacré-Cœur          |
| 17 | C    | Krépin Diatta          | 25 febbraio 1999 (18 anni)  |       |      | Sarpsborg 08              |
| 18 | C    | Souleye Sarr           | 29 luglio 1997 (19 anni)    |       |      | Mbour Petite-Côte         |
| 19 | C    | Cheikh Kane            | 4 gennaio 1997 (20 anni)    |       |      | Diambars                  |
| 20 | A    | Dominique Miquilan     | 17 maggio 1997 (19 anni)    |       |      | Caen                      |
| 21 | P    | Idrissa Ndiaye         | 14 marzo 1998 (18 anni)     |       |      | Diambars                  |

### Sudafricaunder 20
Commissario tecnico:  Thabo Senong
| N. | Pos. | Giocatore           | Data nascita (età)          | Pres. | Reti | Squadra           |
| -- | ---- | ------------------- | --------------------------- | ----- | ---- | ----------------- |
| 1  | P    | Sanele Tshabalala   | 12 maggio 1998 (18 anni)    |       |      | Bidvest Wits      |
| 2  | D    | Notha Ngcobo        | 12 maggio 1998 (18 anni)    |       |      | Mamelodi Sundowns |
| 3  | D    | Aghmat Ceres        | 28 gennaio 1997 (20 anni)   |       |      | Ajax Cape Town    |
| 4  | D    | Katlego Mohamme     | 10 marzo 1998 (18 anni)     |       |      | SuperSport United |
| 5  | D    | Sandile Mthethwa    | 14 aprile 1997 (19 anni)    |       |      | Orlando Pirates   |
| 6  | C    | Wiseman Meyiwa      | 27 dicembre 1999 (17 anni)  |       |      | Kaizer Chiefs     |
| 7  | C    | Grant Margeman      | 3 giugno 1998 (18 anni)     |       |      | Ajax Cape Town    |
| 8  | C    | Sibongakonke Mbatha | 1º gennaio 1998 (19 anni)   |       |      | Bidvest Wits      |
| 9  | A    | Itumeleng Shopane   | 16 giugno 1997 (19 anni)    |       |      | Kaizer Chiefs     |
| 10 | A    | Luther Singh        | 5 agosto 1997 (19 anni)     |       |      | Braga             |
| 11 | C    | Phakamani Mahlambi  | 12 settembre 1997 (19 anni) |       |      | Bidvest Wits      |
| 12 | C    | Sipho Mbule         | 22 marzo 1998 (18 anni)     |       |      | SuperSport United |
| 13 | D    | Thendo Mukumela     | 30 gennaio 1998 (19 anni)   |       |      | Mamelodi Sundowns |
| 14 | D    | Siyabonga Ngezana   | 15 luglio 1997 (19 anni)    |       |      | Kaizer Chiefs     |
| 15 | D    | Tercious Malepe     | 18 febbraio 1997 (20 anni)  |       |      | Orlando Pirates   |
| 16 | P    | Mondli Mpoto        | 24 luglio 1998 (18 anni)    |       |      | SuperSport United |
| 17 | A    | Khanyiso Mayo       | 27 agosto 1998 (18 anni)    |       |      | SuperSport United |
| 18 | C    | Teboho Mokoena      | 24 gennaio 1997 (20 anni)   |       |      | SuperSport United |
| 19 | C    | Kobamelo Kodisang   | 28 agosto 1999 (17 anni)    |       |      | Platinum Stars    |
| 20 | P    | Khulekani Kubheka   | 7 gennaio 1999 (18 anni)    |       |      | Mamelodi Sundowns |
| 21 | A    | Liam Jordan         | 30 luglio 1998 (18 anni)    |       |      | Sporting Lisbona  |

### Sudanunder 20
Commissario tecnico:  Mubark Slaih
| N. | Pos. | Giocatore          | Data nascita (età)          | Pres. | Reti | Squadra           |
| -- | ---- | ------------------ | --------------------------- | ----- | ---- | ----------------- |
| 1  | P    | Ishag Mohamed      | 1º gennaio 1999 (18 anni)   |       |      | Osood Darfur      |
| 2  | D    | Baghdad Salih      | 1º gennaio 1999 (18 anni)   |       |      | Al-Merrikh        |
| 3  | A    | Eid Mugadam        | 1º gennaio 1999 (18 anni)   |       |      | Al-Ahly Shendi    |
| 4  | D    | Mohamed Tamimeldar | 5 agosto 2000 (16 anni)     |       |      | Al Khartoum       |
| 5  | D    | Mazin Humiedan     | 24 agosto 1999 (17 anni)    |       |      | Al-Hilal Omdurman |
| 6  | C    | Ammar Taifour      | 12 aprile 1997 (19 anni)    |       |      | Svincolato        |
| 7  | A    | Mazin Humiedan     | 1º gennaio 1999 (18 anni)   |       |      | Al-Hilal          |
| 8  | A    | Khaled Osman       | 2 maggio 1998 (18 anni)     |       |      | Al-Merrikh        |
| 9  | A    | Walaa Mohamed      | 1º gennaio 2000 (17 anni)   |       |      | Al-Hilal Omdurman |
| 10 | C    | Hassan Hassan      | 1º gennaio 1997 (20 anni)   |       |      | Al-Ahly Shendi    |
| 11 | D    | Ramadan Suliman    | 1º gennaio 1998 (19 anni)   |       |      | Al-Hilal Omdurman |
| 12 | C    | Mohamed Arshin     | 1º gennaio 1998 (19 anni)   |       |      | Wadi Elneel       |
| 13 | C    | Musab Mohamed      | 4 aprile 2000 (16 anni)     |       |      | Al-Ahly Shendi    |
| 14 | D    | Mazin Mohamed      | 2 maggio 2000 (16 anni)     |       |      | Ombada            |
| 15 | P    | Abdalla Adam       | 3 gennaio 2000 (17 anni)    |       |      | Al Ameer Khartoum |
| 16 | P    | Mohamed Saeed      | 1º gennaio 2000 (17 anni)   |       |      | Al-Hilal Omdurman |
| 17 | A    | Mohamed Gumaa      | 17 giugno 2000 (16 anni)    |       |      | Ombada            |
| 18 | C    | Moumen Mohamed     | 23 novembre 2000 (16 anni)  |       |      | Al-Hilal Omdurman |
| 19 | D    | Moumen Mohamed     | 23 settembre 1999 (17 anni) |       |      | Al-Ahli Khartoum  |
| 20 | C    | Mustafa Elfadni    | 24 ottobre 1999 (17 anni)   |       |      | Al-Hilal Omdurman |
| 21 | C    | Ibrahim Mohamed    | 1º gennaio 1999 (18 anni)   |       |      | Al-Ahli Khartoum  |